# U 672
U 672 war ein von der Kriegsmarine im Zweiten Weltkrieg eingesetztes U-Boot vom Typ VII C. Während seiner vier Feindfahrten in seiner fünfzehnmonatigen Einsatzzeit gelangen keinerlei Versenkungen oder Beschädigungen feindlicher Schiffe. Das U-Boot wurde am 18. Juli 1944 im Ärmelkanal von der britischen Fregatte Balfour erheblich beschädigt und daraufhin von der Besatzung selbstversenkt. Sämtliche 52 Besatzungsmitglieder gerieten in britische Kriegsgefangenschaft.

## Bau und Ausstattung
U 672 hatte an der Oberfläche eine Wasserverdrängung von 769 t und unter Wasser 871 t. Es war insgesamt 67,1 m lang, 6,2 m breit, 9,6 m hoch mit einem 50,5 m langen Druckkörper und hatte einen Tiefgang von 4,74 m. Das in den Howaldtswerken in Hamburg gebaute U-Boot wurde von zwei Viertakt-Dieselmotoren F46 mit je 6 Zylindern und Ladegebläse der Kieler Germaniawerft mit einer Leistung von 2060 bis 2350 kW, bei Unterwasserbetrieb mit zwei Elektromotoren GU 460/8–27 von AEG mit einer Leistung von 550 kW angetrieben. Es hatte zwei Antriebswellen mit zwei 1,23 m großen Schiffsschrauben. Das Boot war zum Tauchen bis in Tiefen von 230 m geeignet.
Das U-Boot erreichte an der Oberfläche Geschwindigkeiten von bis zu 17,7 Knoten und unter Wasser bis zu 7,6 Knoten. Aufgetaucht konnte das Boot bei 10 Knoten bis zu 8500 Seemeilen weit fahren, getaucht bei 4 Knoten bis zu 80 Seemeilen. U 672 war mit fünf 533-mm-Torpedorohren – vier am Bug und eins am Heck – und vierzehn Torpedos, einer 88-mm-Kanone SK C/35 mit 220 Schuss Munition, einer 37-mm-FlaK M42 18/36/37/43 und zwei 20-mm-FlaK C/30 ausgestattet.
Das U-Boot trug als bootsspezifisches Zeichen ein Schweinchen („Kleini“) am Turm.

## Mannschaft
Die Mannschaftsstärke des U-Boots betrug 44 bis 60 Mann. Bei seiner letzten Fahrt waren es 52 Mann.

## Einsätze
Nach seiner Indienststellung wurde U 672 unter dem Kommando des einem dänischen Vater und einer deutschen Mutter in Kopenhagen geborenen Oberleutnants zur See Ulf Lawaetz (1916–2002, Crew 37b) ab 7. April 1943 erprobt und diente dann bis zum 30. September 1943 bei der 5. U-Flottille in Kiel mit Fahrten in weitere Ostseehäfen als Ausbildungsboot. Die Frontausbildung fand vom 9. Mai 1943 bis zum 18. Juni 1943 in der Ausbildungsgruppe für Front-U-Boote (AGRU-Front) an der polnischen (westpreußischen) Halbinsel Hela statt. Vom 27. Oktober 1943 bis zum 12. November 1943 wurde das U-Boot in Kiel für die erste Feindfahrt ausgerüstet und verließ am 13. November den Kieler Hafen. Es war nun der 6. U-Flottille als Frontboot zugeteilt. Über Kristiansand und Bergen (Norwegen), von wo es am 17. November 1943 auslief, fuhr U 672 zu seiner ersten Feindfahrt in den Nordatlantik westlich von Irland. Hier gehörte es zu den U-Boot-Gruppen „Coronel“, „Coronel 1“, „Coronel 2“, „Föhr“, „Rügen 5“ und „Rügen 6“. U 672 hatte in dieser Zeit keinerlei Feindkontakt und konnte folglich keine Schiffe versenken. Am 15. Januar 1944 lief das Boot in den Hafen von Saint-Nazaire, den Stützpunkt der 6. U-Flottille ein.
Vom 24. Februar 1944 bis zum 12. Mai 1944 führte das Boot als Teil der U-Boot-Gruppe „Preußen“ wieder im Nordatlantik zwischen Irland und Neufundland eine zweite, abermals erfolglose Feindfahrt ohne Feindkontakt durch und kehrte nach Saint-Nazaire zurück. In der Zeit vom 13. Mai 1944 bis zum 27. Juni 1944 wurde U 672 in der Kriegsmarinewerft von Saint-Nazaire mit einem Schnorchel ausrüstet. Eine dritte, erneut erfolglose Feindfahrt begann am 28. Juni 1944, als die Alliierten im Zuge ihrer Operation Overlord bereits an der Küste der Normandie gelandet waren. Der Schnorchel des U-Bootes versagte, so dass U 672 bereits am 1. Juli 1944 nach Saint-Nazaire zurückkehren musste.

## Letzter Einsatz und Ende
Nach der Reparatur des Schnorchels verließ U 672 – noch immer unter dem Kommando des 27-jährigen Ulf Lawaetz – am 6. Juli 1944 den Hafen von Saint-Nazaire, um im Bereich der Mündung der Seine alliierte Schiffe zu bekämpfen. Als das U-Boot auf Unterwasserfahrt am 13. Juli den Ärmelkanal erreichte, wurde es (obwohl unter Wasser) von alliierten Fliegern entdeckt und mit vier Wasserbomben angegriffen. Diese verfehlten zwar ihr Ziel, doch benachrichtigten die Flieger die US-Marine. Am selben Nachmittag traf U 672 auf eine Gruppe von vier amerikanischen Zerstörern und einem leichten Kreuzer. Das U-Boot feuerte je ein Torpedo auf den Kreuzer und auf einen Zerstörer, ohne zu treffen. U 672 wurde nun auf Befehl von Admiral Hans-Rudolf Rösing vor die Insel Isle of Wight geschickt. Nördlich der Insel Guernsey wurde das U-Boot jedoch am Nachmittag das 18. Juli 1944 von der britischen Fregatte Balfour unter dem Kommando von C.D.B. Coventry entdeckt und erfolgreich mit Hedgehog-Granatwerfern angegriffen, so dass Wasser in das U-Boot eindrang. Lawaetz musste den Befehl „alle Mann von Bord“ geben, und die U-Boot-Fahrer nahmen in einzelnen Rettungsschlauchbooten Platz. Die geheimen Unterlagen und die Enigma-Maschine wurden zerstört, bevor Lawaetz und sein leitender Ingenieur Leutnant zur See Georg Käseberg das Boot selbstversenkten und als letzte verließen. Nach etwa 12 Stunden entdeckten zwei Spitfire-Jäger die in ihren Schlauchbooten treibenden Schiffbrüchigen, was sie der britischen Küstenwache meldeten. PT-Schnellboote und luftunterstützte Wasserrettungseinheiten (Air Sea Rescue Units, ASRU) starteten von Dartmouth aus und brachten sämtliche 52 Besatzungsmitglieder von U 672 ans englische Festland, so dass die gesamte U-Boot-Besatzung den Weg in die britische Kriegsgefangenschaft antrat.